# Kopalnia Piasku Kotlarnia – Linie Kolejowe
Kopalnia Piasku Kotlarnia – Linie Kolejowe Sp. z o.o. (KPK-LK) – polski zarządca infrastruktury kolejowej. Przedsiębiorstwo należy do spółki Kopalnia Piasku Kotlarnia S.A.

## Historia
Spółka Kopalnia Piasku Kotlarnia – Linie Kolejowe powstała 1 stycznia 2004 roku w celu zarządzania i udostępniania przemysłowych linii kolejowych eksploatowanych przez Kopalnię Piasku Kotlarnia po restrukturyzacji w latach 90. XX wieku Przedsiębiorstwa Materiałów Podsadzkowych Przemysłu Węglowego.
Spółka zarządza liniami kolejowymi o całkowitej długości 117,265 kilometra, na których zlokalizowanych jest dziewięć stacji kolejowych oraz piętnaście posterunków ruchu.

## Linie kolejowe KPK – LK

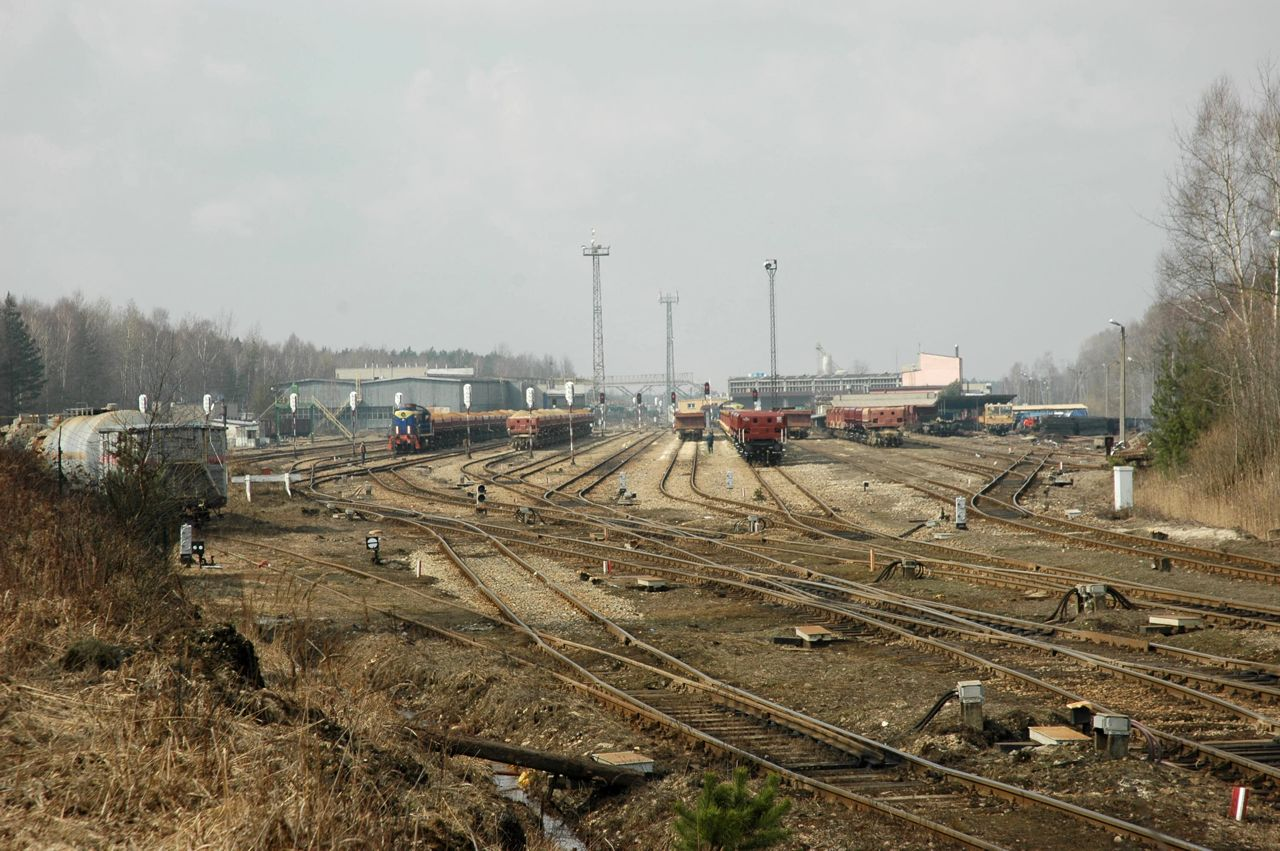
Stacja Kotlarnia

- Linia kolejowa nr 301 Kotlarnia – KWK Makoszowy
- Linia kolejowa nr 302 Kotlarnia – Paruszowiec – Boguszowice
- Linia kolejowa nr 303 Kotlarnia – Ortowice
- Linia kolejowa nr 304 Kotlarnia – KWK Szczygłowice
- Linia kolejowa nr 305 Nieborowice – KWK Knurów
- Linia kolejowa nr 309 Michał – Haldex Szombierki

## Bocznice kolejowe KPK – LK
- Bocznica szlakowa mostu zsypowego Wojciech
- Bocznica stacyjna zwałowiska Smolnica
- Bocznica szlakowa zwałowiska Smolnica tor-22
- Bocznica stacyjna „Żwirownia”.